# Edina Rott
Edina Rott (* 27. Juli 1971 in Pécs, Ungarn) ist eine ungarische Handballtrainerin und ehemalige Handballspielerin. 
Edina Rott begann in der Jugend in ihrer Heimatstadt beim MSC Pécs mit dem Handball und wechselte 1991 zum Erstligisten Vasas Budapest. Drei Jahre später ging sie zum Lokalrivalen Spartacus Budapest. Zwischen beiden Vereinen wechselte sie insgesamt dreimal. 1999 ging sie dann zum damaligen Regionalligisten VfL Sindelfingen. Nach zwei Jahren wechselte sie zur HSG Bensheim/Auerbach (damals TSV Rot-Weiß Auerbach) in die 2. Handball-Bundesliga. Die Rechtshänderin spielt im Angriff meist auf Rückraum links. Für die ungarische Nationalmannschaft bestritt sie 30 Länderspiele.
Da 2009 ihr Vertrag bei der HSG Bensheim/Auerbach nicht verlängert wurde, war sie seit der Saison 2009/10  Spielertrainerin des Zweitligisten TuS Metzingen. Mit der Mannschaft wurde sie in der Saison 2011/12 Meister der 2. Liga und stieg damit in die 1. Liga auf. Nachdem sie um Saisonende 2011/12 ihre Karriere als Spielerin beendete, trat sie ein Jahr später von ihrem Trainerposten der Bundesligamannschaft der TuSsies zurück.
Rott macht ab 2013 eine Ausbildung zur Sport- und Gesundheitstrainerin bei der TuS Metzingen und war sie als Trainerin der 2. Mannschaft der TuS Metzingen in der Landesliga tätig. Im April 2017 übernahm sie bis zum Saisonende 2016/17 interimsweise das Traineramt der Bundesligamannschaft der TuS Metzingen. Anschließend war als Co-Trainerin von Metzingen tätig. Im April 2018 übernahm Rott nach der Entlassung von René Hamann-Boeriths erneut das Traineramt. In der Saison 2018/19 übte Rott bei Metzingen wieder das Amt als Co-Trainerin aus und fungierte ab Juli 2019 wieder als Trainerin der Damenmannschaft. Dieses Amt gab sie am Saisonende 2021/22 ab.
Ihre Tochter Rebecca Rott spielte ebenfalls Handball.